# شاینفلد
شهر شاینفلد (به آلمانی: Scheinfeld) در ایالت بایرن در کشور آلمان واقع شده‌است.

## نگارخانه

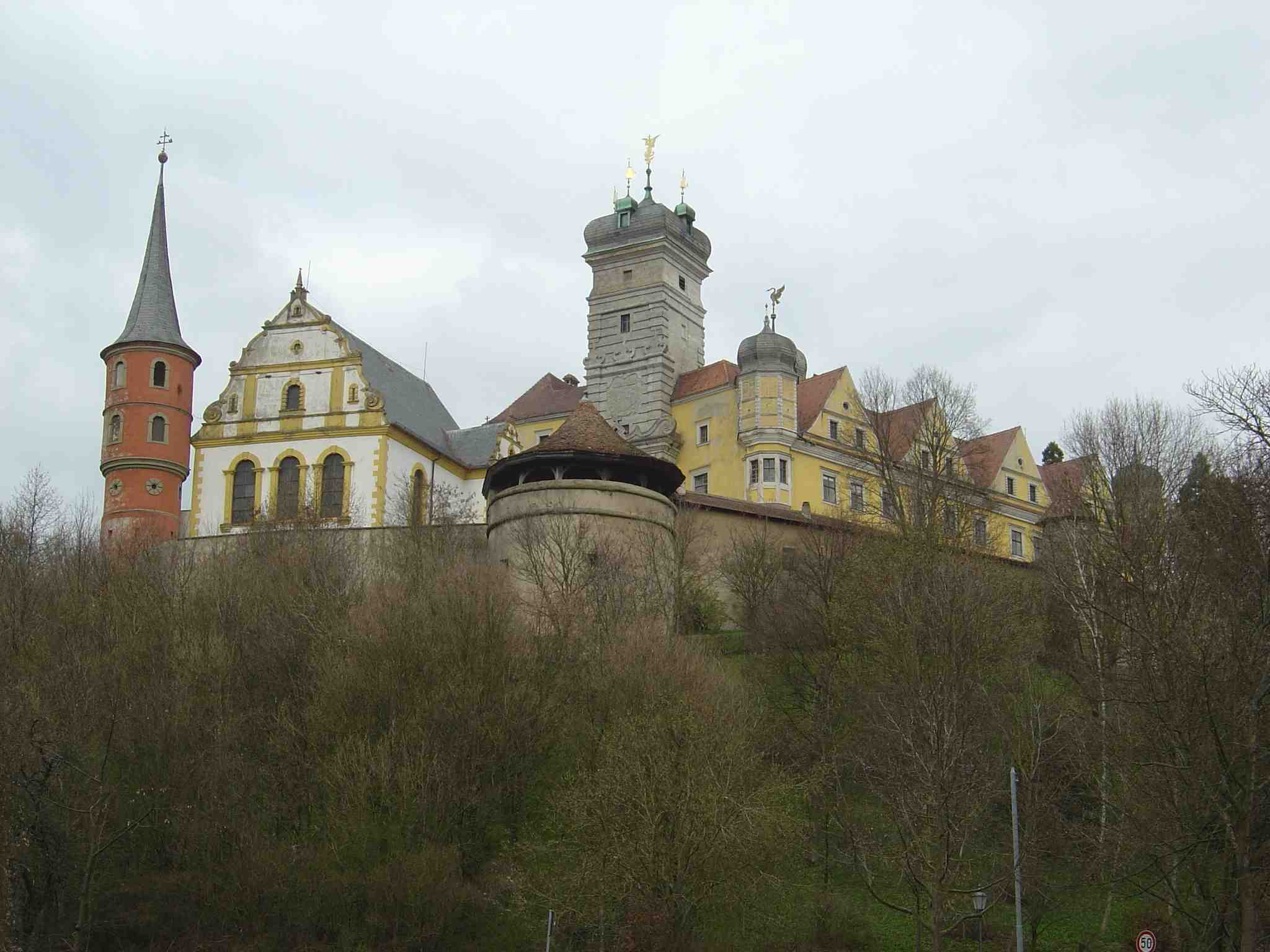
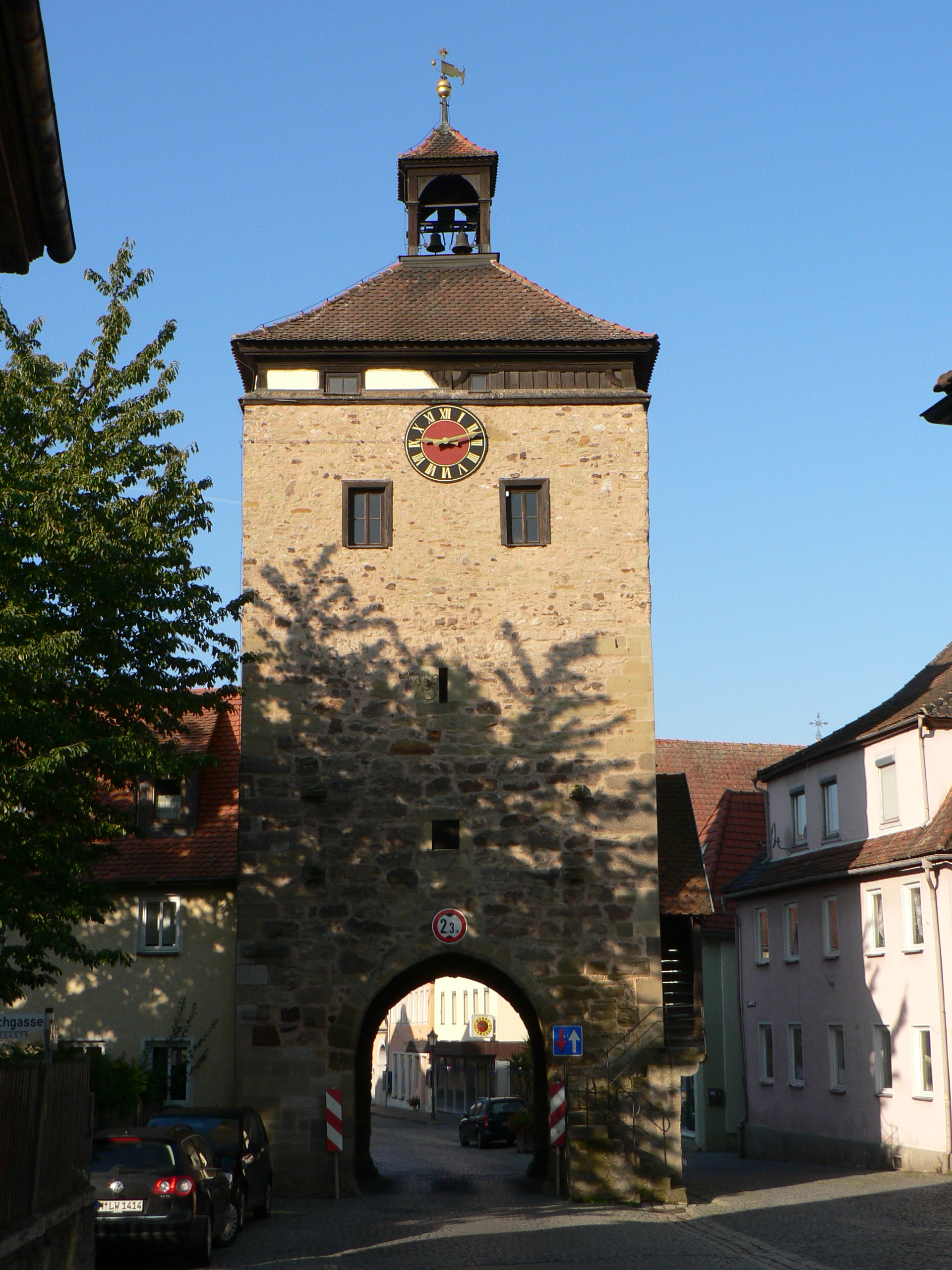
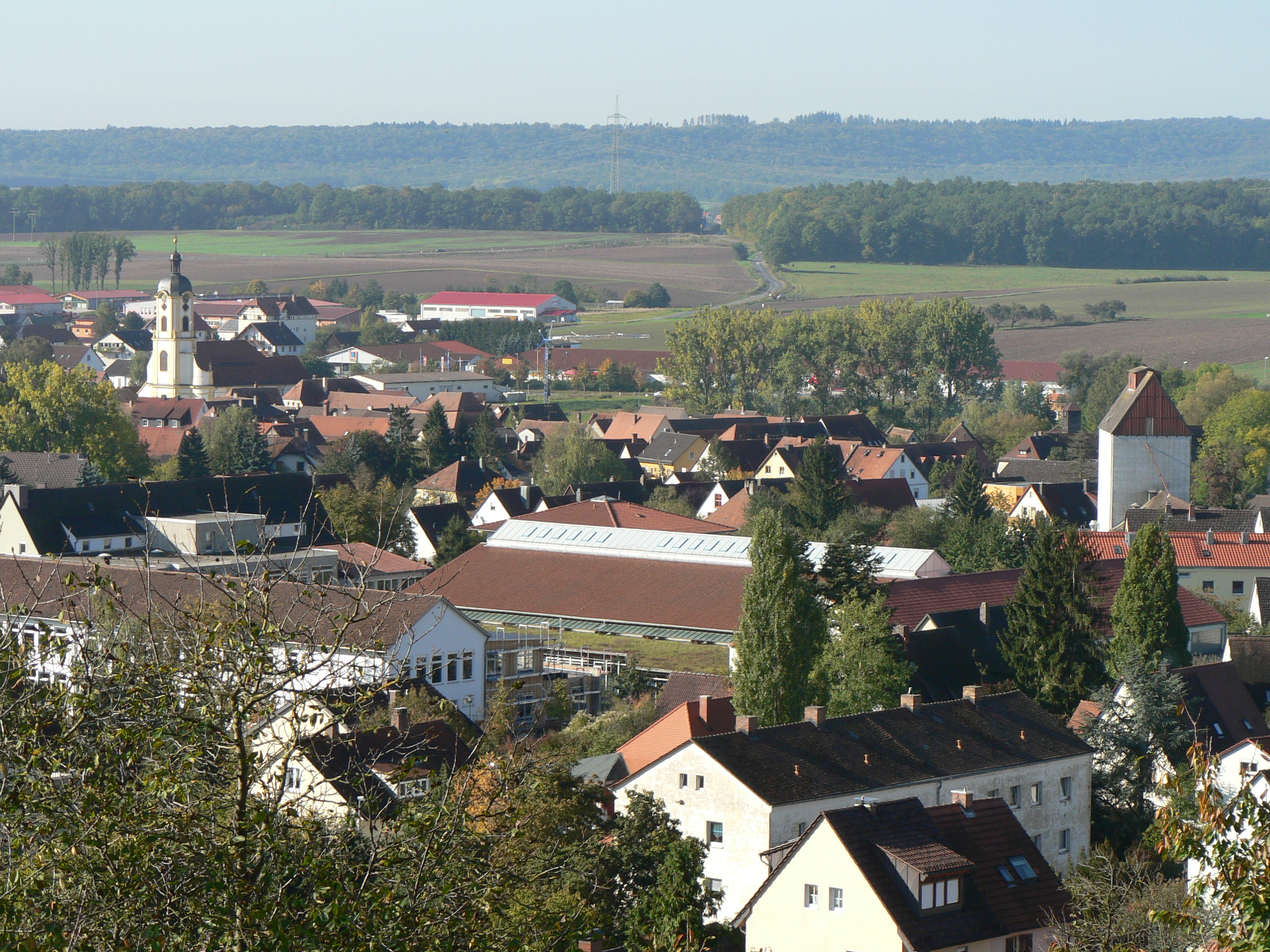
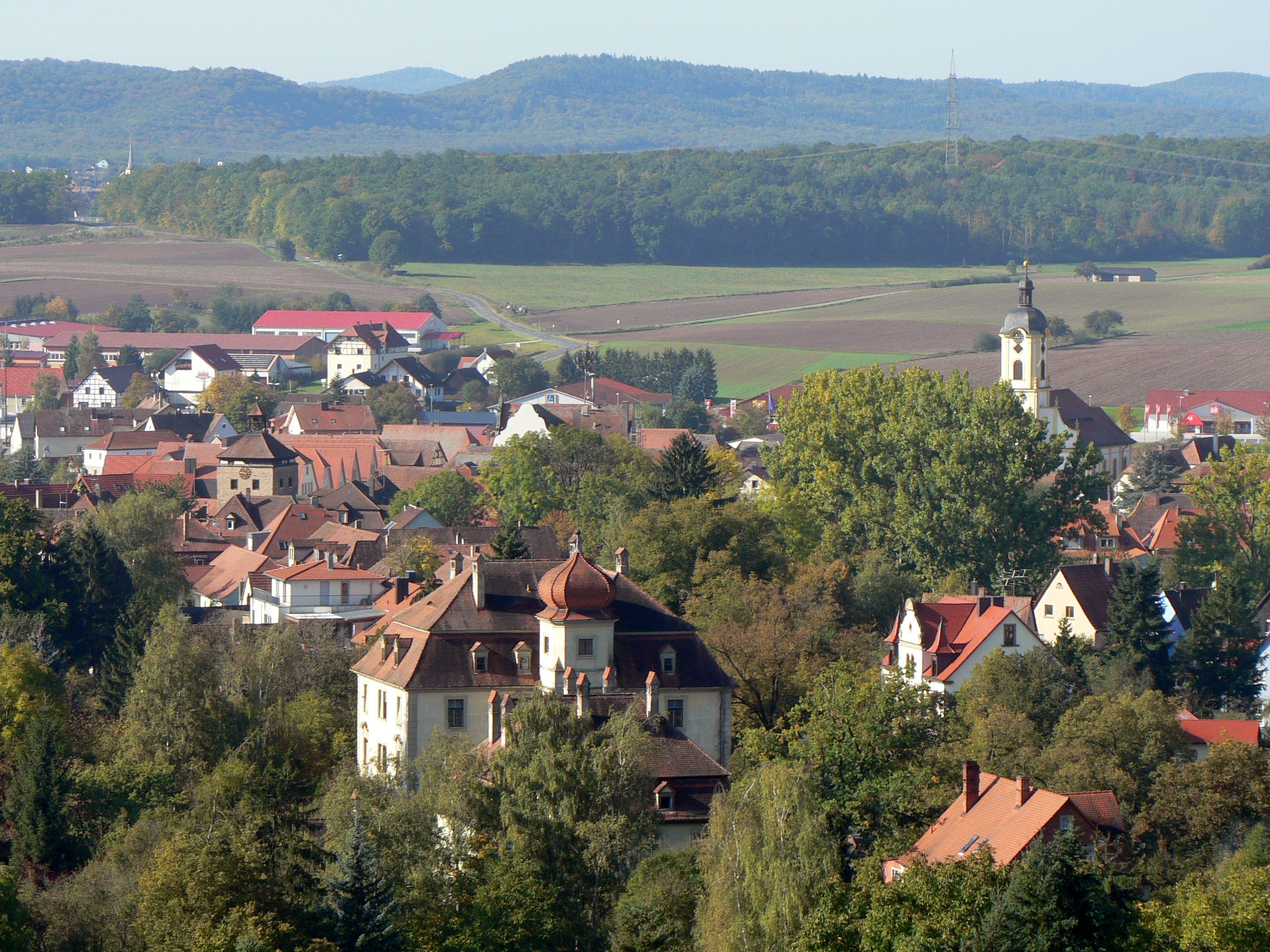